# Заболотный, Антон Константинович
Анто́н Константи́нович Заболо́тный (род. 13 июня 1991, Айзпуте, Лиепайский район) — российский футболист, нападающий московского «Спартака».

## Биография
Родился в латвийском Айзпуте. Отец родился в Рубежном Луганской области, обучался в лётной академии, занимался волейболом, стал военным. Мать в молодости занималась спринтерским бегом. Антон в детстве жил во многих городах, дольше всего в Липецке. С пяти до семи лет занимался акробатикой. Начал заниматься футболом в СДЮШОР липецкого «Металлурга», первый тренер Олег Криволуцкий.

## Клубная карьера

### ЦСКА (Москва)
В возрасте 13 лет перешёл в школу московского ЦСКА, где его тренерами были Николай Козлов и Андрей Плахетко. В молодёжном первенстве дебютировал 14 марта 2008 в домашней игре с «Шинником», в 2008—2010 годах сыграл 41 матч, забил 11 мячей. 25 ноября и 8 декабря 2009 был в заявке на матчи Лиги чемпионов 2009/10 против «Вольфсбурга» и «Бешикташа».
Весной 2010 года из-за травмы не смог дебютировать в Премьер-лиге и до конца сезона выступал на правах аренды за клуб ФНЛ «Волгарь-Газпром» Астрахань — 16 игр, 6 голов. Далее отдавался в аренду в клубы ФНЛ «Урал» Екатеринбург (2011 — 21 игра, 6 мячей) и «Динамо» Брянск (2012 — 13 игр, 2 гола). Летом 2012 перенёс операцию на колене. В первой половине сезона 2012/13 провёл 8 матчей, забил два гола в молодёжном первенстве за ЦСКА.

### «Уфа» и «Факел»
В начале 2013 года был на просмотре в «Крыльях Советов», но перешёл в «Уфу». 30 апреля 2013 года в матче ФНЛ против «Урала» (0:2), выйдя на замену, дебютировал за новый клуб. 13 марта 2013 года в матче ФНЛ против новокузнецкого «Металлурга» (2:0) забил дебютный мяч за «Уфу». За 1,5 года в «Уфе» провёл 31 матчей, забил четыре. Летом 2014 года появлялась информация о том, что Заболотного может арендовать «Тюмень» или «Сахалин».
В сентябре 2014 года перешёл в воронежский «Факел». 4 сентября в матче первенства ПФЛ против «Орла» (4:2) дебютировал за новый клуб. 29 октября в матче первенства ПФЛ против «Авангарда» (3:0) оформил дубль. В первенстве ПФЛ 2014/15 в 19 матчах забил 10 мячей. В первой половине сезона 2015/16 в ФНЛ в 18 играх забил один мяч.

### «Тосно»
В январе 2016 года из-за недостатка игровой практики был отдан в аренду в клуб «Тосно». 20 марта 2016 года в матче ФНЛ против «Волгаря» (2:2) забил первый мяч за новый клуб в дебютном матче. 15 мая 2016 года в матче ФНЛ против «Спартака-2» (6:1) оформил дубль.
Перед сезоном 2016/17 подписал с «Тосно» полноценный контракт. По итогам сезона стал лучшим бомбардиром клуба и тем самым помог выйти в РПЛ. В сезоне 2016/17, выступая за «Тосно», провёл 32 матча в первенстве ФНЛ, в которых забил 16 мячей. 15 июля 2017 года дебютировал в РПЛ, выйдя в стартовом составе в матче против «Уфы» (0:1). 9 августа 2017 года в матче против ЦСКА забил первый мяч в РПЛ. В осенней части чемпионата 2017/18 в 19 играх забил четыре гола.

### «Зенит» (СПб)
9 декабря 2017 года появилась информация, что Заболотный подписал контракт с петербургским «Зенитом» сроком на 3,5 года; сумма трансфера составила около 1,5 млн евро. Через три дня о трансфере было объявлено официально. Дебютировал 15 февраля 2018 года в первом матче 1/16 финала Лиги Европы в гостевом матче против «Селтика» (0:1). 13 мая забил первый мяч за клуб в матче последнего тура чемпионата России против «СКА-Хабаровска» (6:0). В следующем сезоне в матче плей-офф Лиги Европы против норвежского «Мольде» (3:1) забил победный гол и помог клубу выйти в групповой этап. В сезоне 2018/19 на последних минутах встречи с «Ахматом» при счёте 0:1 отдал голевой пас на Себастьяна Дриусси. Эта ничья досрочно сделала «Зенит» чемпионом России. 4 мая 2019 года стал чемпионом России в составе «Зенита».
Перед сезоном 2019/20 появилась информация, что «Зенит» хочет отдать Заболотного в аренду. Назывались клубы «Уфа» и «Сочи», но игрок отказывался уходить с понижением зарплаты. Был включён в заявку фарм-клуба в ПФЛ «Зенит-2» и 16 июля 2019 года дебютировал в матче против «Мурома». В 2019 году в матче с «Долгопрудным» забил свой дебютный мяч за «Зенит-2». Всего за «Зенит-2» Заболотный провёл три матча, в которых забил один мяч. В августе 2019 года расторг контракт с «Зенитом» по обоюдному согласию.

### «Сочи»
8 августа 2019 года перешёл в «Сочи». 16 августа 2019 года в матче чемпионата России против «Оренбурга» (1:1) дебютировал за новую команду, отметившись заработанным пенальти. 26 августа 2019 года в матче чемпионата России против «Урала» (3:1) забил дебютный мяч за «Сочи». 19 июня 2020 года в скандальном матче чемпионата России против «Ростова» (10:1) оформил дубль, отметился голевой передачей и не забил пенальти. Этот дубль стал первым для Заболотного в РПЛ. В сезоне 2019/20 Заболотный провёл 22 матча за «Сочи», в которых забил пять мячей.
4 октября 2020 года в матче чемпионата России против «Ростова» (4:2) оформил дубль. Первый мяч в матче забил ножницами в падении через себя. 31 октября 2020 года в матче чемпионата России против «Локомотива» (2:1) оформил «гол+пас». 21 февраля 2021 года в матче 1/8 финала Кубка России против «Краснодара» (1:2) оформил «гол+пас», тем самым помог пройти сочинскому клубу в следующий раунд турнира. 19 марта 2021 года в матче чемпионата России против «Тамбова» (5:0) оформил второй дубль в сезоне. По итогам сезона 2020/21 Заболотный 30 матче, в которых он забил 10 мячей. В конце мая 2021 года Заболотный покинул «Сочи».

### Возвращение в ЦСКА
31 мая 2021 года было объявлено о переходе Заболотного в московский ЦСКА на правах свободного агента. В дебютном матче 25 июля 2021 года забил единственный мяч в ворота «Уфы» в стартовом туре чемпионата России, который стал для Антона первым за ЦСКА. 20 сентября 2021 года в дерби против московского «Спартака» (1:0) забил победный мяч. В том же матче получил вторую жёлтую и был удалён. Был признан игроком матча. 23 октября 2021 года в матче чемпионата России против «Крыльев Советов» (3:1) забил тысячный гол ЦСКА в чемпионатах России. 11 декабря 2021 года в матче против тульского «Арсенала» оформил дубль.
23 февраля 2023 года в матче плей-офф Кубка России против «Краснодара» (3:0) отметился забитым мячом. Для Заболотного этот гол стал первым за ЦСКА спустя 439 дней. В прошлый раз форвард поражал ворота команды-соперника 11 декабря 2021 года. 12 марта 2023 года в матче чемпионата России против «Крыльев Советов» (4:0) оформил «гол+пас». По итогам сезона 2022/23 вместе с ЦСКА завоевал серебряные медали чемпионата России. 11 июня 2023 года ЦСКА выиграл Кубок России, обыграв «Краснодар» в серии пенальти со счётом 6:5 (1:1 в основное время). Свою попытку в послематчевой серии Заболотный успешно реализовал.
22 июля 2023 в дебютном матче чемпионата России сезона 2023/24 забил мяч в ворота «Урала» (2:1). 16 сентября 2023 в матче против «Крыльев Советов» отметился результативным действием в пятом матче чемпионата России подряд, что стало рекордной результативной серией в его карьере. 14 апреля 2024 года в матче чемпионата России против московского «Локомотива» (3:3) отметился забитым мячом, который стал для Заболотного 10-м в сезоне 2023/24. 15 мая 2024 года принял участие в ответном матче финала пути РПЛ против «Зенита» (0:0 в основное время (1:1 в первом матче), 5:4 в серии пенальти). В послематчевой серии единственный не забил пенальти. 20 мая в матче 29-го тура чемпионата России против «Пари НН» (2:6) забил мяч и отдал голевую передачу на Кирилла Глебова. По итогам сезона 2023/24 Заболотный провёл 42 матча за ЦСКА во всех турнирах, в которых забил 12 мячей. 18 июня 2024 года Заболотный покинул ЦСКА в связи с истечением срока контракта.

### «Химки»
19 июня 2024 года перешёл в «Химки» на правах свободного агента, подписав контракт на три года. 21 июля 2024 года дебютировал в матче с махачкалинским «Динамо» в рамках первого тура РПЛ, выйдя в стартовый состав, на 51-й минуте Заболотный отметился дебютным мячом в составе подмосковного клуба и был заменён на Кирилла Панченко. Всего за «Химки» провёл 31 матч и забил шесть мячей. В конце мая 2025 года, в связи с прекращением существования клуба, контракты со всеми игроками «Химок» были расторгнуты.

### «Спартак» (Москва)
1 июля 2025 года на правах свободного агента перешёл в московский «Спартак», подписав контракт на один сезон. Дебютировал за клуб 19 июля 2025 года в матче 1-го тура чемпионата России против махачкалинского «Динамо» (1:0), выйдя в стартовом составе.

## Карьера в сборной
Выступал за юношескую сборную России до 19 лет, а также за молодёжную сборную России.
16 августа 2017 года попал в расширенный состав сборной России для участия в учебно-тренировочном сборе в Новогорске. В сентябре главный тренер сборной России Станислав Черчесов вызвал игрока в сборную на товарищеские игры против Республики Корея и Ирана. К этому моменту 26-летний Заболотный сыграл за всю карьеру в российской Премьер-лиге 11 матчей и забил три мяча. Дебютировал за сборную 7 октября в матче против Республики Корея, заменив на 80-й минуте Фёдора Смолова. 10 сентября 2018 года в товарищеском матче против сборной Чехии забил свой первый мяч за сборную. В ноябре 2020 года был вызван в сборную России на матчи Лиги наций. Участник чемпионата Европы 2020 года, состоявшегося летом 2021 года (был в заявке, на поле не выходил).

## Достижения
«Тосно»
- Серебряный призёр первенства ФНЛ: 2016/17

«Зенит»
- Чемпион России: 2018/19

ЦСКА (Москва)
- Серебряный призёр чемпионата России: 2022/23
- Обладатель Кубка России: 2022/23

## Статистика

### Клубная
| Выступление      | Выступление      | Выступление      | Лига | Лига | Кубок | Кубок | Еврокубки | Еврокубки | Итого | Итого |
| Клуб             | Лига             | Сезон            | Игры | Голы | Игры  | Голы  | Игры      | Голы      | Игры  | Голы  |
| ---------------- | ---------------- | ---------------- | ---- | ---- | ----- | ----- | --------- | --------- | ----- | ----- |
| Волгарь-Газпром  | Первый дивизион  | 2010             | 16   | 6    | 1     | 0     | —         | —         | 17    | 6     |
| Волгарь-Газпром  | Итого            | Итого            | 16   | 6    | 1     | 0     | —         | —         | 17    | 6     |
| Урал             | ФНЛ              | 2011/12          | 21   | 6    | 1     | 0     | —         | —         | 22    | 6     |
| Урал             | Итого            | Итого            | 21   | 6    | 1     | 0     | —         | —         | 22    | 6     |
| Динамо (Брянск)  | ФНЛ              | 2011/12          | 13   | 2    | 0     | 0     | —         | —         | 13    | 2     |
| Динамо (Брянск)  | Итого            | Итого            | 13   | 2    | 0     | 0     | —         | —         | 13    | 2     |
| Уфа              | ФНЛ              | 2012/13          | 5    | 1    | 0     | 0     | —         | —         | 5     | 1     |
| Уфа              | ФНЛ              | 2013/14          | 25   | 3    | 1     | 0     | —         | —         | 26    | 3     |
| Уфа              | Итого            | Итого            | 30   | 4    | 1     | 0     | —         | —         | 31    | 4     |
| Факел (Воронеж)  | ПФЛ              | 2014/15          | 19   | 10   | 0     | 0     | —         | —         | 19    | 10    |
| Факел (Воронеж)  | ФНЛ              | 2015/16          | 18   | 1    | 1     | 0     | —         | —         | 19    | 1     |
| Факел (Воронеж)  | Итого            | Итого            | 37   | 11   | 1     | 0     | —         | —         | 38    | 11    |
| Тосно            | ФНЛ              | 2015/16          | 10   | 4    | 0     | 0     | —         | —         | 10    | 4     |
| Тосно            | ФНЛ              | 2016/17          | 32   | 16   | 2     | 0     | —         | —         | 34    | 16    |
| Тосно            | Премьер-лига     | 2017/18          | 19   | 4    | 0     | 0     | —         | —         | 19    | 4     |
| Тосно            | Итого            | Итого            | 61   | 24   | 2     | 0     | —         | —         | 63    | 24    |
| Зенит (СПб)      | Премьер-лига     | 2017/18          | 10   | 1    | 0     | 0     | 4         | 0         | 14    | 1     |
| Зенит (СПб)      | Премьер-лига     | 2018/19          | 16   | 0    | 2     | 1     | 12        | 2         | 30    | 3     |
| Зенит (СПб)      | Итого            | Итого            | 26   | 1    | 2     | 1     | 16        | 2         | 44    | 4     |
| → Зенит-2        | ПФЛ              | 2019/20          | 3    | 1    | —     | —     | —         | —         | 3     | 1     |
| → Зенит-2        | Итого            | Итого            | 3    | 1    | —     | —     | —         | —         | 3     | 1     |
| Сочи             | Премьер-лига     | 2019/20          | 21   | 5    | 1     | 0     | —         | —         | 22    | 5     |
| Сочи             | Премьер-лига     | 2020/21          | 27   | 9    | 3     | 1     | —         | —         | 30    | 10    |
| Сочи             | Итого            | Итого            | 48   | 14   | 4     | 1     | —         | —         | 52    | 15    |
| ЦСКА (Москва)    | Премьер-лига     | 2021/22          | 24   | 5    | 3     | 1     | —         | —         | 27    | 6     |
| ЦСКА (Москва)    | Премьер-лига     | 2022/23          | 24   | 3    | 11    | 1     | —         | —         | 35    | 4     |
| ЦСКА (Москва)    | Премьер-лига     | 2023/24          | 29   | 9    | 13    | 3     | —         | —         | 42    | 12    |
| ЦСКА (Москва)    | Итого            | Итого            | 77   | 17   | 27    | 5     | —         | —         | 104   | 22    |
| Химки            | Премьер-лига     | 2024/25          | 29   | 6    | 2     | 0     | —         | —         | 31    | 6     |
| Химки            | Итого            | Итого            | 29   | 6    | 2     | 0     | —         | —         | 31    | 6     |
| Спартак (Москва) | Премьер-лига     | 2025/26          | 4    | 0    | 2     | 0     | —         | —         | 6     | 0     |
| Спартак (Москва) | Итого            | Итого            | 4    | 0    | 2     | 0     | —         | —         | 6     | 0     |
| Всего за карьеру | Всего за карьеру | Всего за карьеру | 365  | 92   | 43    | 7     | 16        | 2         | 424   | 101   |

### Сборная
| Матчи за сборную России | Матчи за сборную России | Матчи за сборную России | Матчи за сборную России | Матчи за сборную России | Матчи за сборную России | Матчи за сборную России  |
| №                       | Дата                    | Оппонент                | Счёт                    | Голы                    | Минуты                  | Турнир                   |
| ----------------------- | ----------------------- | ----------------------- | ----------------------- | ----------------------- | ----------------------- | ------------------------ |
| 1                       | 7 октября 2017          | Республика Корея        | 4:2                     | —                       | 11 ( 80')               | Товарищеский матч        |
| 2                       | 10 октября 2017         | Иран                    | 1:1                     | —                       | 8 ( 83')                | Товарищеский матч        |
| 3                       | 11 ноября 2017          | Аргентина               | 0:1                     | —                       | 3 ( 88')                | Товарищеский матч        |
| 4                       | 23 марта 2018           | Бразилия                | 0:3                     | —                       | 20 ( 71')               | Товарищеский матч        |
| 5                       | 27 марта 2018           | Франция                 | 1:3                     | —                       | 25 ( 66')               | Товарищеский матч        |
| 6                       | 10 сентября 2018        | Чехия                   | 5:1                     | 1                       | 72 ( 73')               | Товарищеский матч        |
| 7                       | 11 октября 2018         | Швеция                  | 0:0                     | —                       | 4 ( 87')                | Лига наций 2018/19       |
| 8                       | 15 ноября 2018          | Германия                | 0:3                     | —                       | 35 ( 55')               | Товарищеский матч        |
| 9                       | 20 ноября 2018          | Швеция                  | 0:2                     | —                       | 22 ( 69')               | Лига наций 2018/19       |
| 10                      | 15 октября 2020         | Турция                  | 2:3                     | —                       | 70 ( 70')               | Лига наций 2020/21       |
| 11                      | 18 ноября 2020          | Сербия                  | 0:5                     | —                       | 70 ( 72')               | Лига наций 2020/21       |
| 12                      | 27 марта 2021           | Словения                | 2:1                     | —                       | 4 ( 86')                | Отборочные матчи ЧМ-2022 |
| 13                      | 1 июня 2021             | Польша                  | 1:1                     | —                       | 23 ( 67')               | Товарищеский матч        |
| 14                      | 1 сентября 2021         | Хорватия                | 0:0                     | —                       | 45 ( 46')               | Отборочные матчи ЧМ-2022 |
| 15                      | 7 сентября 2021         | Мальта                  | 2:0                     | —                       | 29 ( 71')               | Отборочные матчи ЧМ-2022 |
| 16                      | 8 октября 2021          | Словакия                | 1:0                     | —                       | 45 ( 46')               | Отборочные матчи ЧМ-2022 |
| 17                      | 11 октября 2021         | Словения                | 2:1                     | —                       | 12 ( 78')               | Отборочные матчи ЧМ-2022 |
| 18                      | 11 ноября 2021          | Кипр                    | 6:0                     | 1                       | 33 ( 57')               | Отборочные матчи ЧМ-2022 |
| 19                      | 14 ноября 2021          | Хорватия                | 0:1                     | —                       | 33 ( 57')               | Отборочные матчи ЧМ-2022 |

Итого: 19 матчей / 2 гола; 7 побед, 4 ничьих, 8 поражений.